# Remenafulles capnegre
El remenafulles capnegre (Formicarius nigricapillus) és una espècie d'ocell de la família dels formicàrids (Formicariidae) que habita el terra de la selva pluvial i matoll de les terres baixes fins als 1800 m a Costa Rica, oest de Panamà, oest de Colòmbia i oest de l'Equador.